# Óxido de cobre(II)
El óxido de cobre(II), también llamado antiguamente óxido cúprico ({\displaystyle {\ce {CuO}}}), es el óxido de cobre con mayor número de oxidación. Como mineral se conoce como tenorita.
{\displaystyle {\ce {2Cu + O2 = 2CuO}}}
Aquí, se forma junto con algo de óxido de cobre(I) como un producto lateral, por lo que es mejor prepararlo por calentamiento de nitrato de cobre(II), hidróxido de cobre(II) o carbonato de cobre(II):
{\displaystyle {\ce {2 Cu(NO3)2 = 2 CuO + 4 NO2+ O2}}}
{\displaystyle {\ce {Cu(OH)2 (s) = CuO (s) + H2O (l)}}}
{\displaystyle {\ce {CuCO3 = CuO + CO2}}}
El óxido de cobre(II) es un óxido básico, así se disuelve en ácidos minerales tales como el ácido clorhídrico, el ácido sulfúrico o el ácido nítrico para dar las correspondientes sales de cobre(II):
{\displaystyle {\ce {CuO + 2 HNO3 = Cu(NO3)2 + H2O}}}
{\displaystyle {\ce {CuO + 2 HCl =CuCl2 + H2O}}}
{\displaystyle {\ce {CuO + H2SO4 = CuSO4 + H2O}}}
Reacciona con álcali concentrado para formar las correspondientes sales cuprato.
{\displaystyle {\ce {3 XOH + CuO + H2O = X3[Cu(OH)6]}}}
Puede reducirse a cobre metálico usando hidrógeno o monóxido de carbono:
{\displaystyle {\ce {CuO + H2 = Cu + H2O}}}
{\displaystyle {\ce {CuO + CO = Cu + CO2}}}
Un método de laboratorio para preparar óxido de cobre(II) puede ser electrolizar agua conteniendo bicarbonato de sodio a un voltaje moderado con un ánodo de cobre, recoja la mezcla de hidróxido de cobre, carbonato básico de cobre, y carbonato de cobre producida, y caliéntelo.

## Estructura del cristal
El óxido de cobre(II) pertenece al sistema monoclínico, con un grupo cristalográfico de 2m o C2h. El grupo espacial de su celda unidad is C2/c, y sus parámetros de red son a = 4.6837(5), b = 3.4226(5), c = 5.1288(6), α = 90° , β = 99.54(1)°, γ = 90°. El átomo de cobre está coordinado por cuatro átomos de oxígeno en una configuración aproximadamente cuadrangular plana.

## Efectos en la salud
El óxido de cobre(II) es un irritante. También puede causar daño al sistema endócrino y sistema nervioso central. El contacto con los ojos puede causar irritación e importantes daños en la córnea, pudiendo causar conjuntivitis. En contacto con la piel causa irritación y decoloración. La ingestión de polvo de óxido de cobre(II) puede resultar en un sabor metálico, náuseas, vómitos y dolor de estómago. En casos más severos, puede haber sangre en las heces o vómito negro o de color arcilla, ictericia y agrandamiento del hígado. La ruptura de los glóbulos resulta en el colapso circulatorio y shock. La inhalación puede causar daño a los pulmones y el diafragma. La inhalación de vapores durante la fusión de polvo de óxido cúprico puede conducir a una enfermedad llamada la fiebre de humo metálico, que puede causar síntomas de tipo gripal. El óxido de cobre(II) puede causar una acumulación tóxica de cobre en un pequeño subconjunto de la población con enfermedad de Wilson. La manipulación de polvo de óxido de cobre(II) debe hacerse en un área bien ventilada, y se debe tener cuidado para evitar el contacto con la piel o los ojos. Sin embargo, el cobre es un oligoelemento esencial para la función normal de muchos tejidos, incluyendo el sistema nervioso, el sistema inmunitario, el corazón, la piel y para la formación de capilares así como el cobre, siendo sumamente bien metabolizado por los seres humanos. El óxido de cobre se utiliza en suplementos vitamínicos como una fuente segura de cobre y tratamientos sin receta médica. El óxido de cobre también es usado en productos de consumo como fundas de almohada y calcetines, debido a sus propiedades cosméticas y antimicrobianas. El riesgo de sensibilidad dérmica frente al cobre es considerado sumamente pequeño.

## Usos
- El óxido cúprico se utiliza como pigmento en cerámica para producir esmaltes azul, rojo y verde (y a veces gris, rosa o negro).
- También se utiliza para producir soluciones de hidróxido de cupramonio, usado para fabricar rayón.
- También se utiliza ocasionalmente como suplemento dietético en animales con deficiencia de cobre.[13]
- El óxido de cobre(II) tiene aplicación como un semiconductor tipo p, porque tiene una banda prohibida estrecha, de 1,2 eV.
- Se trata de un abrasivo usado para pulir los equipos ópticos.
- El óxido cúprico puede ser usado para producir pilas secas.
- También se ha utilizado en pilas húmedas como cátodo, con litio como ánodo, y dioxalano mezclado con perclorato de litio como electrolito.
- El óxido de cobre(II) puede utilizarse para producir otras sales de cobre.
- También se utiliza cuando se suelda con aleaciones de cobre.[14]
- Otro uso para el óxido de cobre es como sustituto para el óxido de hierro en la termita. Esto puede cambiar la termita de incendiaria a un bajo explosivo.

### Uso en eliminación de sustancias
El óxido cúprico puede ser usado para eliminar en forma segura materiales peligrosos tales como cianuro, hidrocarburos, hidrocarburos halogenados y  dioxinas, a través de oxidación.
Aquí están las ecuaciones que representan la descomposición del fenol y el pentaclorofenol, respectivamente, con óxido de cobre:
{\displaystyle {\ce {C6H5OH + 14 CuO = 6 CO2 + 3 H2O + 14 Cu}}}
{\displaystyle {\ce {C6Cl5OH + 2 H2O + 9 CuO = 6 CO2 + 5 HCl + 9 Cu}}}

## Propiedades
- Función trabajo: 5.3 eV.[16]